# Ramiro Ortiz
Ramiro Ortiz (n. 1 iulie 1879, Chieti, Abruzzo, Italia – d. 26 iulie 1947, Padova, Italia) a fost un istoric literar și profesor universitar italian. A fost profesor la Universitatea București, la Facultatea de Litere și Filozofie, unde a întreprins studii de italienistică și comparatistică.
În 1934 este ales în calitate de membru de onoare al Academiei Române. A fost unul dintre maeștrii lui George Călinescu, omul care a avut cea mai mare înrîurire asupra tânărului critic de atunci.

## Distincții
- Ordinul „Coroana României” în gradul de Comandor (31 mai 1932)[4]

## Lucrări (selectiv)
- Fortuna labilis - istoria unui motiv medieval
- Capodoperele liricii italiene
- Literatura română